# エルサルバドル軍

エルサルバドル軍(スペイン語: Fuerza Armada de El Salvador)は、エルサルバドルの軍事組織。

## 歴史

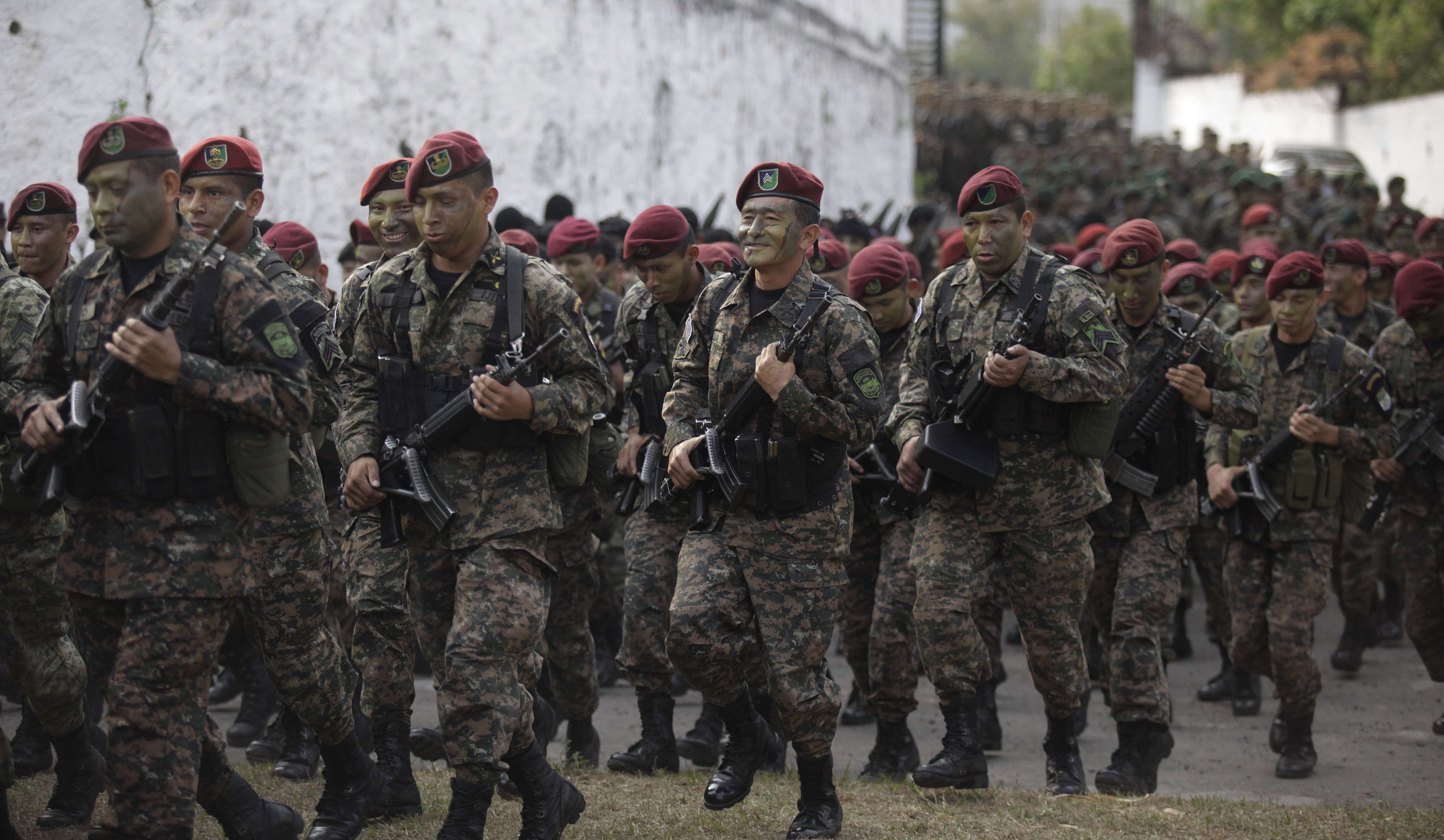
エルサルバドル空挺部隊

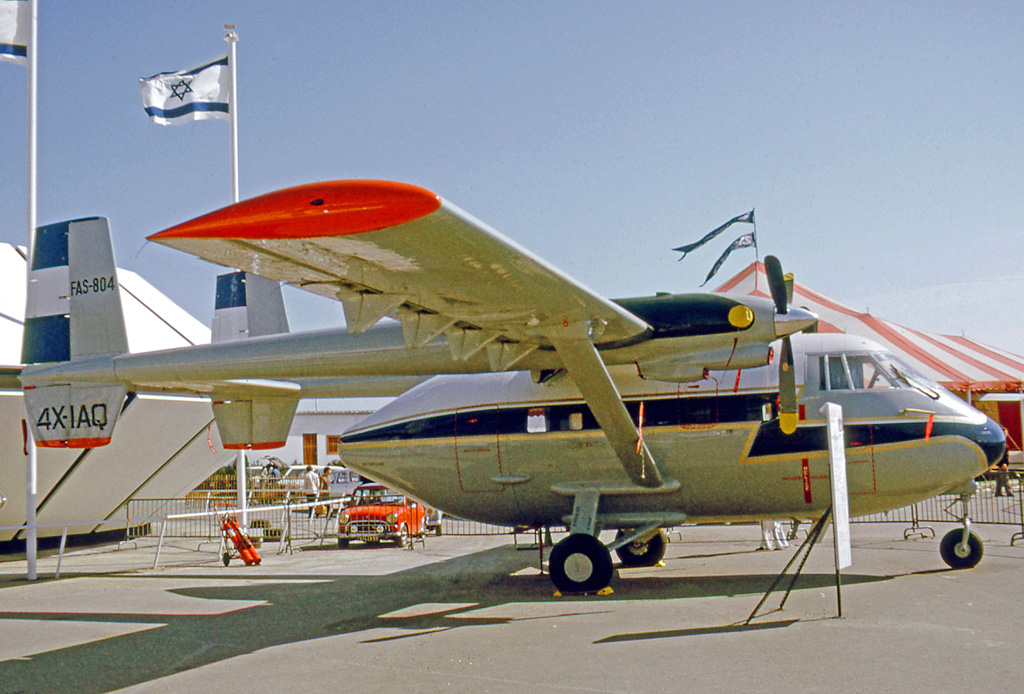
空軍のIAIアラバ

1842年より存在し、サッカー戦争にてホンジュラスの軍隊と交戦したほか、エルサルバドル内戦時には国内の左翼ゲリラとの戦いの間で、数多もの人権侵害や虐殺をしたことで悪評がついた。
また近年では、イラク・アフガニスタンでの対テロ戦争にも兵力を派遣している。
2021年、エルサルバドルのナジブ・ブケレ大統領は、2026年までに軍を2万人から4万人規模まで倍増する計画を発表した。国内の武装ギャングに対する治安維持のためとしている。
人数は24,500人程度。また、エルサルバドル軍はアメリカ合衆国、イスラエル、メキシコの支援を受けていた。
装備はM16自動小銃やM60機関銃 など米軍に準じており、最新装備も少数ながら保有している。

## 機構
- エルサルバドル陸軍 (Ejército Salvadoreño)

人数は20,500人ほどで、エルサルバドル軍の中核をなしている。6個旅団を保有しており、その他専門部隊や、空挺や対テロ任務などを行う特殊部隊が存在している。
- エルサルバドル海軍 (Fuerza Naval de El Salvador)

2000人程度の小規模な海軍であり、支援艇および警備艇を保有する。船舶の保有数はエルサルバドル海軍艦艇一覧を参照。
- エルサルバドル空軍 (Fuerza Aérea Salvadoreña)

2個航空旅団と教育・軍事航空訓練センターで構成される。68機の航空機を有し、A-37やIAI アラバなどを保有する。

## リンク
- “El Salvador”. Country-data.com. 2017年10月15日閲覧。
- “En construcción”. Web.archive.org (2007年1月11日). 2017年10月15日閲覧。
- “El Salvador seeks to copy IDF model”. Ynetnews.com. 2017年10月15日閲覧。
- “Presidencia de la República de El Salvador”. Archive.is (2013年7月6日). 2013年7月6日時点のオリジナルよりアーカイブ。2017年10月15日閲覧。
- “El Salvador: Standing Tall”. Small Arms Defense Journal. 2017年10月15日閲覧。